# 密點多紀魨
密點多紀鲀为輻鰭魚綱魨形目四齒鲀科的一種。

## 分布
本魚分布于西北太平洋區，包括日本北海道以南至中國黃海東海等海域。

## 特徵
本魚體呈圓筒形，被覆由鱗片特化的細棘；口小。魚背部密布許多深藍色的小斑點，胸鰭與臀鰭黃色，背鰭與尾鰭為藍黑色，腹部銀白色。尾鰭截形，背鰭軟條15至18枚；臀鰭軟條13至16枚，體長可達35公分。

## 經濟利用
不宜食用，內臟和卵巢具有河豚毒素。